# Cristianisme i Justícia
Cristianisme i Justícia és un centre d'estudis creat pels Jesuïtes de Catalunya el 1981 i dedicat a la reflexió social i teològica. Ubicat a Barcelona, agrupa un equip interdisciplinari format per més de 80 professors de ciències socials i de teologia, i de professionals i experts que estan en contacte directe amb les realitats socials.
Va ser creat el 1981 i promogut per la Companyia de Jesús a Catalunya, com a resposta a la tasca prioritària encomada pel Superior General Pedro Arrupe en la Congregació General 32 del "servei de la fe i la promoció de la justícia” sent en aquell moment Provincial dels jesuites a Catalunya el pare Ignasi Salvat, sj.

## Pensament
Rafael Díaz-Salazar, professor de la Facultat de Ciències Polítiques i Sociologia de la Universitat Complutense de Madrid, descriu el missatge de Cristianisme i Justícia de la següent manera: “sense lluita contra la injustícia, la fe en Déu és morta, tot i que es proclami per tot arreu”.
Un dels grans eixos de la teologia de Cristianisme i Justícia se centra precisament en una visió del cristianisme des de la indignació contra la injustícia i la lloança del Déu empobrit que sempre està del costat dels exclosos i els oprimits.
Els principis bàsics de la teologia de Cristianisme i Justícia han estat resumits pel capellà i teòleg basc Javier Vitoria al llibre Una teologia agenollada i indginada on posa de manifest que l'opció Fe-Justícia dona forma substancial a la tasca teològica.